# نيل أستلي
نيل أستلي (بالإنجليزية: Neil Astley)‏ هو ناشر بريطاني، ولد في 12 مايو 1953.